# 纱笼

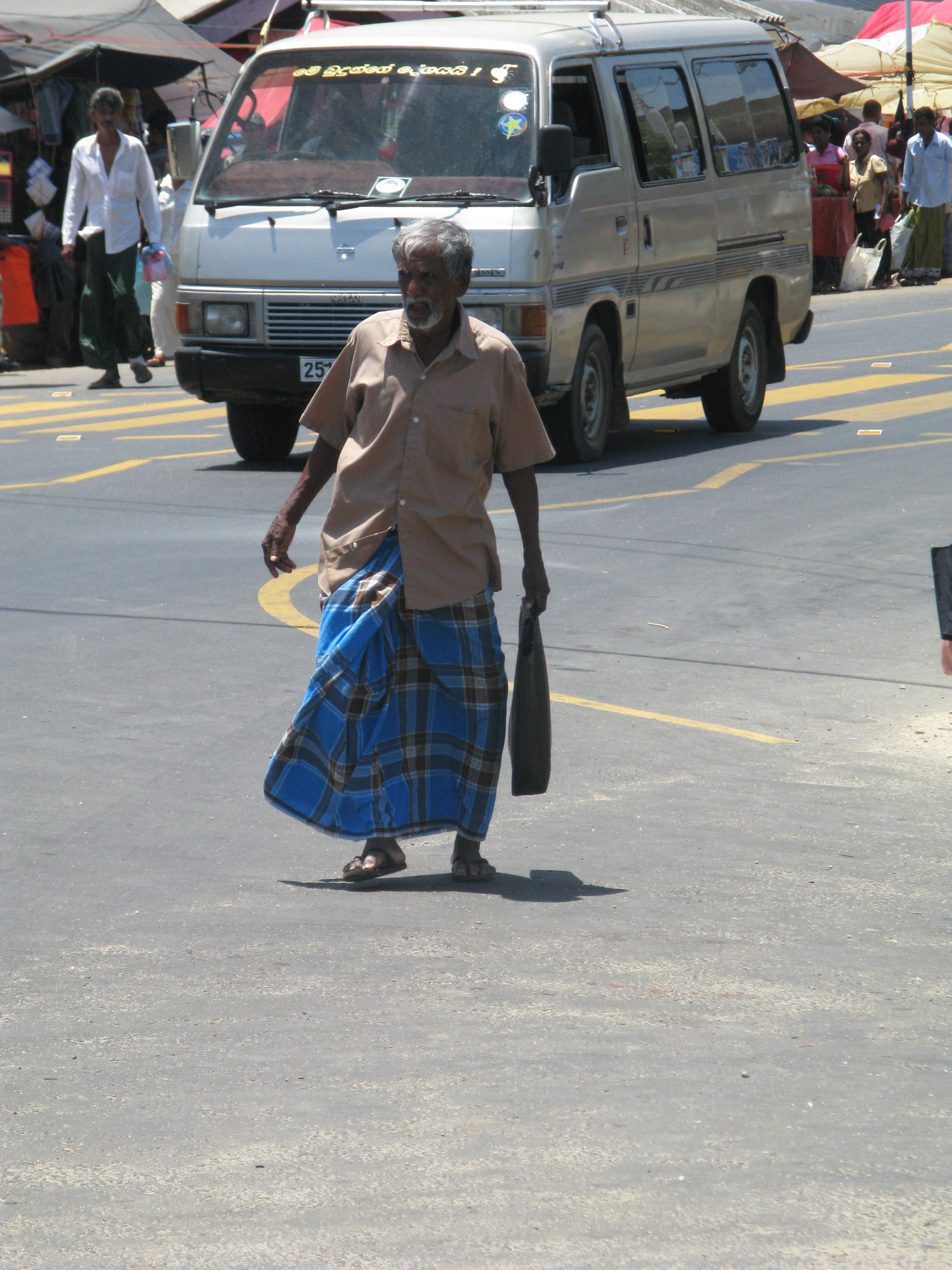
穿纱笼的斯里兰卡男子

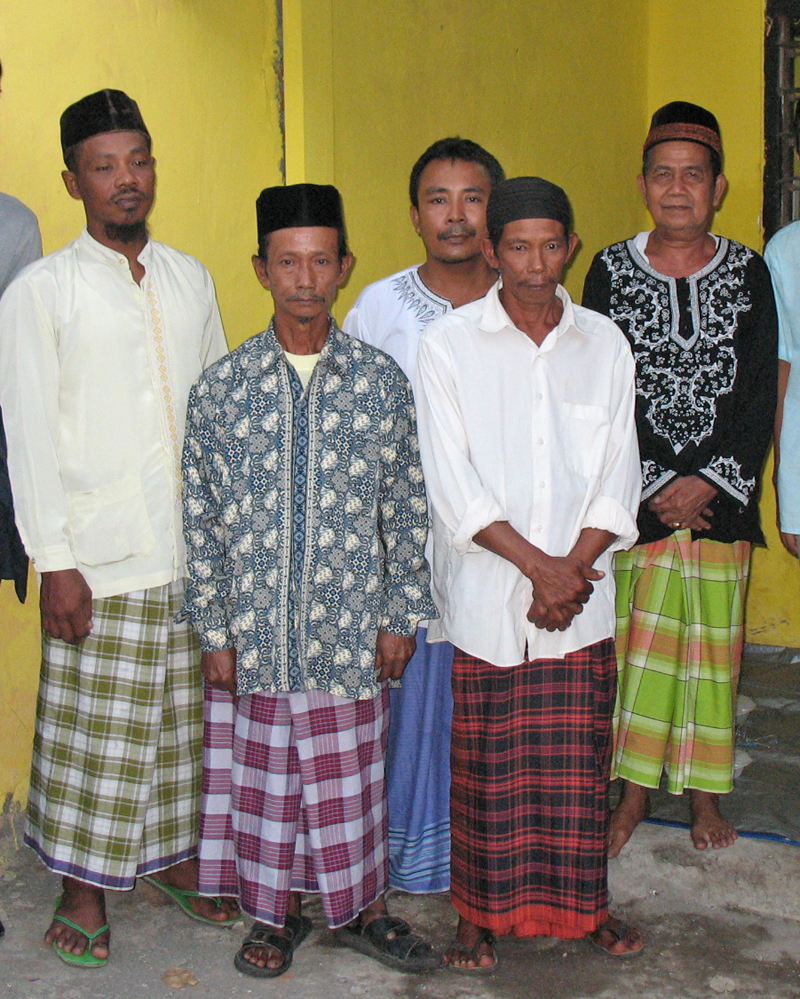
穿纱笼的爪哇人

纱笼（英語：Sarong），一种服装，类似筒裙，由一块长方形的布系于腰间。纱笼盛行于东南亚、南亚、阿拉伯半岛、东非等地区。狭义的纱笼仅指马来人所着的下裳。在缅甸等地，称作“笼基”（Longyi）。有別於常見的纱笼，籠基是两头对接缝成筒狀，但穿法和其他纱笼類似。